# 陈玉振

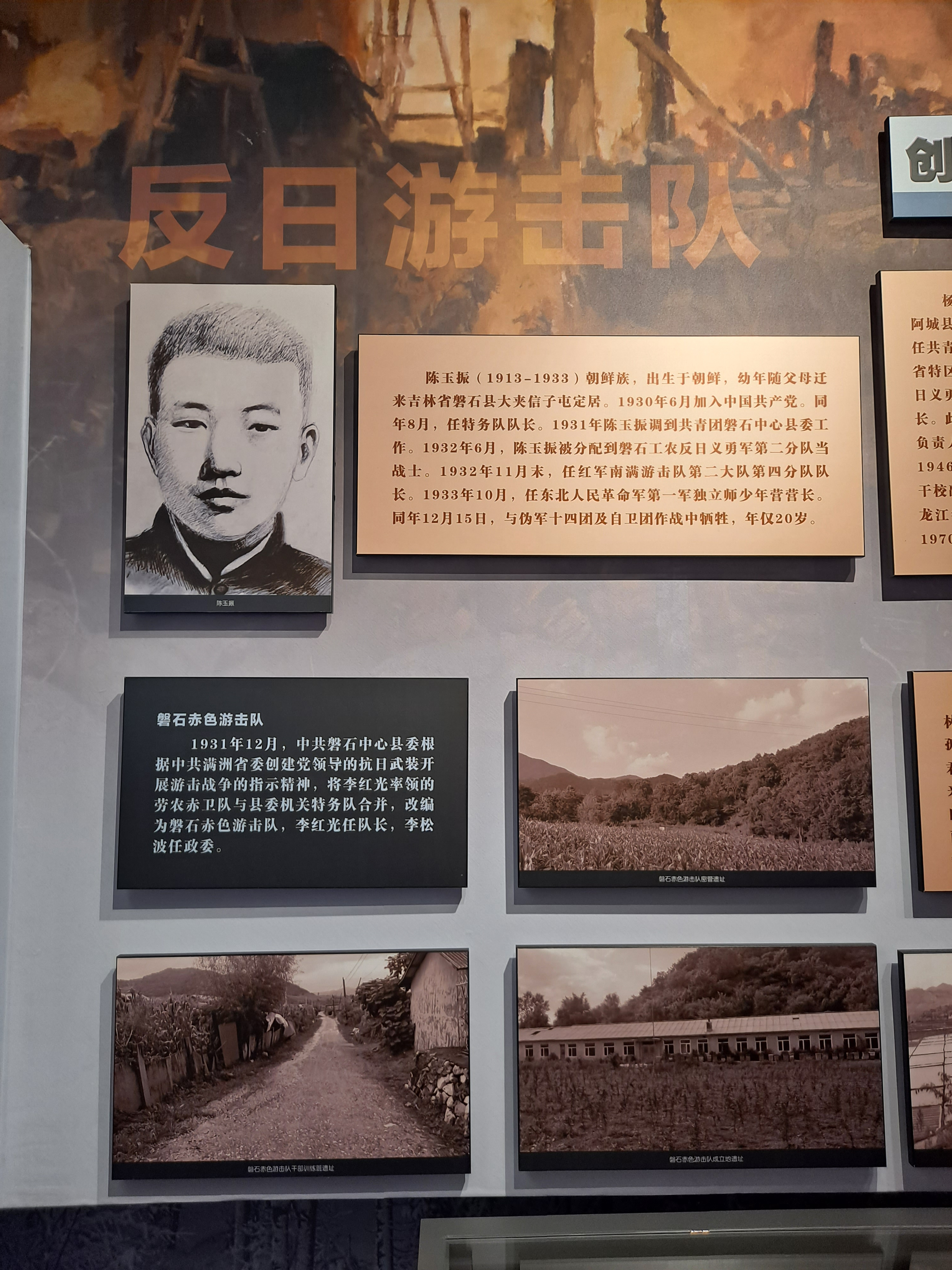
磐石市博物馆关于陈玉振的介绍

陈玉振（1913年—1933年12月15日），朝鲜族，东北抗日联军将领，磐石游击队最早的队员之一，中共磐石县委特务队首任队长，抗联少年营第二任营长。

## 特务队队长
1913年，陈玉振出生于日占朝鲜，幼年随家人迁居吉林省磐石县大夹芯子。陈玉振年少时期就参加革命运动，1928年5月加入中共组织成立的“青年同盟”，1930年6月加入中国共产党。1930年8月，中共磐石县委成立后，成立了保卫县委的“特务队”。陈玉振任特务队队长。同年10月，在磐石秋收斗争中，他带队在郭家店清算了汉奸地主“王扒皮”，并将粮食分发给了村民。次年春，他带领特务队又处决了7名当地汉奸。特务队因此也被村民称为“打狗队”。:23-24:56-57

## 游击队分队长
1931年8月，陈玉振被调往新改组成立的共青团磐石中心县委工作。次年9月，他回到大夹芯子成立了共青团大夹芯子支部。1932年，他参加了磐石中心县委举办的军政干部培训班，后成为“磐石赤色游击队”和“磐石工农反日义勇军”的成员。同年8月末，他被派往“常占”抗日山林队，与常占山林队一起参加了攻打磐石县城和伊通县三道沟何家大院的战斗。同年10月返回磐石工农反日义勇军。:24-26:57-59
1932年11月，杨靖宇将磐石工农反日义勇军改编为“中国工农红军第三十二军南满游击队”。陈玉振被任命为第二大队四分队队长。在随后的红石砬子抗日根据地第四次反围剿战斗中，他带领队伍取得战斗胜利，得到嘉奖。:26-27:59-60

## 少年营营长
1933年9月，“中国工农红军第三十二军南满游击队”被改编成“东北人民革命军第一军独立师”。陈玉振被编入少年营。同年10月，年仅20岁的陈玉振接任朴浩担任少年营第二任营长。当时正值日军对磐石抗日游击根据地发动“东边道大讨伐”。独立师主力在杨靖宇的带领下转移至长白山区。少年营和独立师一团留守磐石坚持游击战，钳制“讨伐”。 :26-27:57-60
同年12月12日，少年营和一团二连一排在“东边道大讨伐”司令部所在地烟筒山街周围逮捕了5名汉奸，其中一人是烟筒街农务会会长的哥哥。农务会长找人带话说愿意用枪支弹药和现金交换被抓的5人。陈玉振和当时在少年营巡视工作的团中心县委书记金永新由于筹枪心切，一口答应。12月15日，少年营按约到墙缝沟进行交割，但遭对方司令部十四团400余人的围攻。陈玉振在突围时中弹牺牲，时年20岁。:27-28:60-61